# Władysław Kocot
Władysław Kocot (ur. 15 lipca 1900 w Szczeglinie Poduchownym, zm. 22 września 2000 w Drążdżewie) – polski nauczyciel, działacz społeczny, pamiętnikarz, weteran wojny z 1920 roku. Podporucznik rezerwy piechoty Wojska Polskiego.

## Życiorys
Syn Jana i Zofii. Ukończył carską szkołę rządową w Sypniewie, preparandę i seminarium nauczycielskie w Pułtusku (1923), Wyższy Kurs Nauczycielski w Zamościu (1928), Wyższy Kurs Nauczycielski w Obozie Jeńców Wojennych w Murnau (Oflag VIIA) w Niemczech. Uczestnik – ochotnik wojny polsko-bolszewickiej i żołnierz kampanii wrześniowej 1939 r. w stopniu podporucznika, walczył w 13 pułku piechoty. Po klęsce wrześniowej kilka lat spędził w niewoli niemieckiej w oflagach: Działdowo, Prenzlau, Kluczbork i VII A Murnau. Powrócił z niewoli 13 września 1945 r. W roku 2000 awansowany do stopnia majora. W latach 1923–1928 nauczyciel i kierownik szkoły powszechnej w Załogach. Od 1928 do 1939 r. oraz w latach 1945–1970 nauczyciel szkoły powszechnej w Drążdżewie (od 1946 do 1958 r. kierownik tej szkoły). Organizował przedstawienia teatralne, zabawy i loterie fantowe w celu zbiórki pieniędzy na budowę szkół w Załogach oraz remizy tamże i w Drążdżewie, likwidował analfabetyzm, upowszechniał czytelnictwo, opiekował się organizacjami młodzieżowymi, działał w OSP, ZNP, LOK, PCK, kółkach rolniczych, Polskim Związku Pszczelarskim i Związku Inwalidów Wojennych oraz organizacjach kombatanckich. Ze względu na swą postawę polityczną przez szereg lat był izolowany przez władze PRL. W roku 1958 nie zgodził się na zdjęcie krzyży w szkole drążdżewskiej, za co zwolniono go dyscyplinarnie z funkcji jej kierownika. 
Autor pamiętników rodzinnych i wojennych. Pamiętniki z wojny 1920 r. były drukowane we fragmentach w miesięczniku Ziemia Przasnyska. Współpracował z prof. Witoldem Doroszewskim w zakresie opisu gwar Kurpi i Mazowsza. Żonaty od 1928 z Genowefą Lucyną z Chrzanowskich. Pięcioro dzieci: Cezary, Donata, Halina, Janusz i Jerzy. Spoczywa w grobie rodzinnym na cmentarzu parafialnym w Płoniawach.

## Odznaczenia
- Krzyż Kawalerski Orderu Odrodzenia Polski
- Krzyż za udział w Wojnie 1918-1921
- Medal „Za udział w wojnie obronnej 1939”;
- Medal 40-lecia Polski Ludowej
- Medal za Długoletnią Służbę
- Medal za Długoletnie Pożycie Małżeńskie
- Medal Dziesięciolecia Odzyskanej Niepodległości
- Medal Pamiątkowy za Wojnę 1918–1921
- Medal Za Zasługi dla Pożarnictwa
- Medal Związku Inwalidów Wojennych
- Medal „Za zasługi dla Ziemi Pułtuskiej”
- Złota Odznaka ZNP
- Honorowy Obywatel Miasta Mławy